# Seksuele responscyclus
De seksuele responscyclus is de fysiologie van de menselijke seksualiteit. De cyclus werd als een lineair model door de Amerikaanse seksuologen Masters en Johnson omschreven in vier fasen. Het model vernieuwde het door Sigmund Freud opgezette model van geslachtsdrift. Het model werd later door andere wetenschappers aangevuld met seksuele prikkels. Ook werden andere modellen geïntroduceerd.

## Fasen
1. Fase van seksueel verlangen
2. Opwindingsfase
3. Plateaufase
4. Orgasme
5. Ontspannings-/herstelfase (refractaire periode)